# Big Dragon
Big Dragon (มังกรกินใหญ่) é uma série de televisão tailandesa de 2022 estrelada por Panuwat Sopradit (Mos) e Mondop Heamtan (Bank).
Dirigida por Puwadon Naosopa (Mi) e produzida pelo Star Hunter Entertainment, estreou oficialmente em 8 de outubro de 2022 na One31, indo ao ar aos sábados às 22h50 IST (10:50pm). Terminou em 26 de novembro de 2022, após 8 episódios.

## Enredo
Yai (Bank Mondop) e Mangkorn (Mos Panuwat) são rivais românticos. Uma noite, no pub recém-herdado de Yai, os dois bebem juntos. Yai tem planos nefastos para a noite, mas eles saem pela culatra, e ele e Mangkorn acabam passando uma noite selvagem juntos. No dia seguinte, provocado por Mangkorn, que tem imagens de sua transa, Yai desconta sua raiva no pub. Ele espera esquecer o que aconteceu entre eles e se afundar nas reformas do pub, mas quando se encontra com a equipe de design, fica surpreso ao ver o estudante de arquitetura do quinto ano Mangkorn entre eles.

## Elenco

### Principal
- Panuwat Sopradit (Mos) como Akira Chitsanupongkul (Mangkorn)
- Mondop Heamtan (Bank) como Alangkan Singhawatthanachok (Yai)

### Recorrente
- Bovorn Kongnawdee (Fong) como Park
- Rathasat Butwong (JJ) como Phong
- Mathurada Tuilampang (Mild) como Hong
- Thanakorn Kuljarassombat (Big) como Nine
- Wayne Falconer como Barom Singhawatthanachok, pai de Yai
- Naruemon Phongsupap (Koy)
- Iverinr Chuenchob (Eve) como Ajo
- Kasama Kranjanawattana (Jame) como George
- Jetsadakorn Bundit (Jet)

### Convidado
- Kad Ploysupa como Tao (Ep. 8)